# Pierre Daniel Huet
Pierre Daniel Huet (latinosan Huetius) (Caen, 1630. február 8. – Párizs, 1721. január 26.) francia tudós és filozófus.

## Élete
A caeni jezsuita-kollégiumban tanult, 1652-ben elkísérte tanítóját, Samuel Bochart-t a svéd udvarba, nemsokára aztán visszatért Caenbe, 1668–70-ben Párizsban volt, aztán Bossuet-vel együtt a dauphin tanítója lett («in usum Delphini» számos könyvet írt). 1674-ben a Francia Akadémia tagjává választották. 1678-ban Aunay-sur-Odonban a Notre-Dame-d’Auney ciszterci kolostor apátja, 1685-ben Soissons, 1689-ben Avranches püspöke, 1699-ben Saint-André-sur-Orne-ban a   Saint-Étienne de Fontenay bencés kolostor apátja lett.

## Művei

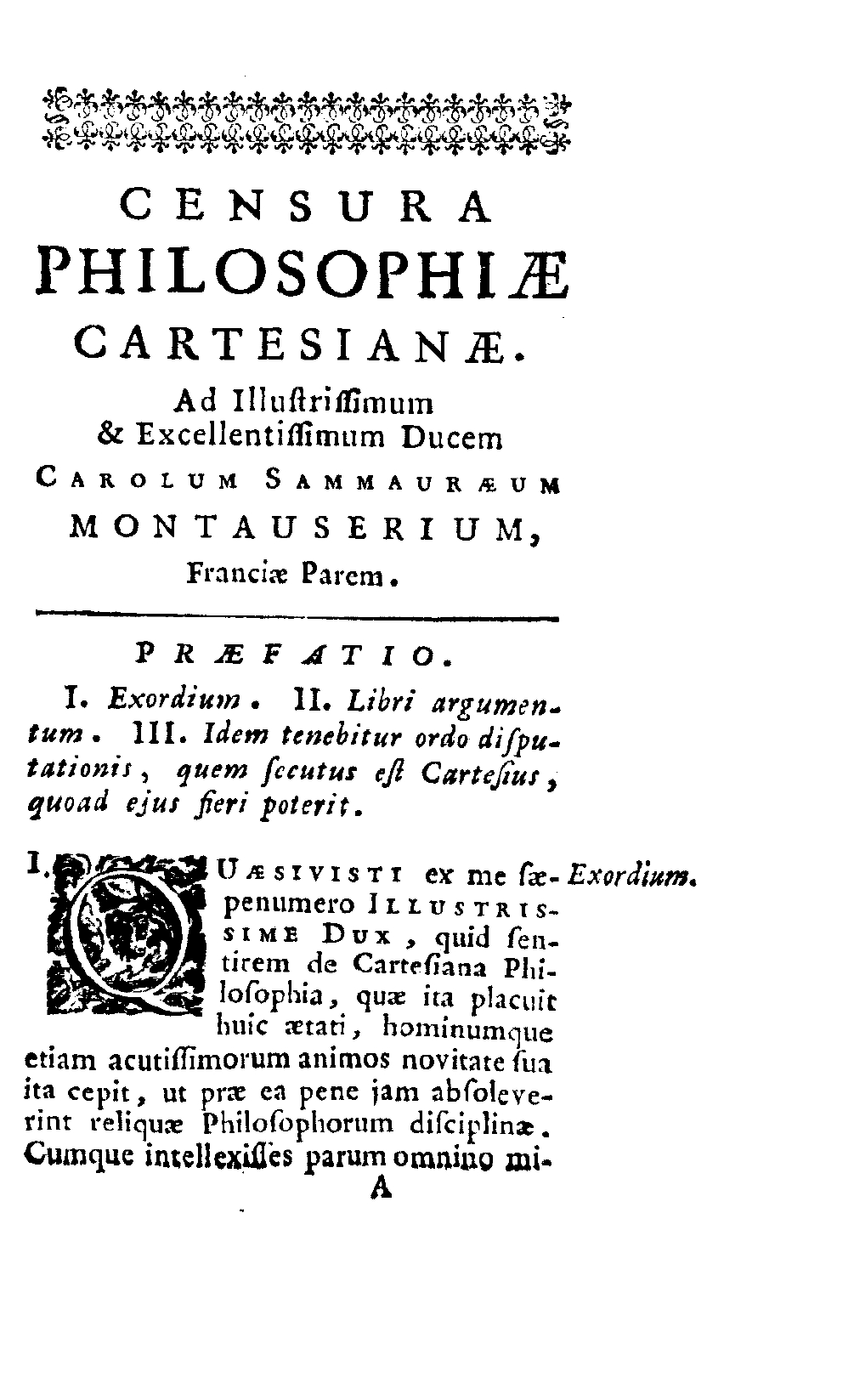
A karteziánus filozófia felülvizsgálata, 1723

- Commentaria Origenis (Rouen, 1688, 2 kötet)
- Demostratio evangelica (Párizs, 1679)
- Censura philosophiae Cartesianae (uo. 1689 és 1694, e művében a cartsianizmus ellen lép fel)
- Alnetanae questiones de concordia rationis et fidei (Caen, 1690)
- Mémoires pour servir à l'histoire du Cartésianisme (Párizs 1692, 1711)
- Sur diverses matières de religion et de philosophie (uo. 1712, 2 kötet)
- Traité de la faiblesse de l'esprit (Amszterdam, 1723)
- Carmina latina et graeca (Utrecht, 1664, e művet Huet tudomása nélkül nyomták ki; teljesebben Páris 1709 és 1728 jelent meg)
- Sur l'origine des romans (uo. 1670 és más ízben)
- De la situation du paradis terrestre (uo. 1691)
- Origines de Caen (uo. 1702, Rouen, 1706)
- Diane de Castro (regény, Párizs, 1728)
- Huetina ou pensées diverses de H. (kiadta Olivet, uo. 1722)
- Hueti commentarius de rebus ad eum pertinentibus (önéletrajz, Hága, 1713, Amszterdam, 1718, Lipcse 1719; franc. ford. Nisard: Mémoires de H., Párizs, 1853)
- Lettres inédites (kiadta Henri, 1879)